# Desa Cilame (administrativ by i Indonesien, lat -7,04, long 107,49)
Desa Cilame är en administrativ by i Indonesien.   Den ligger i provinsen Jawa Barat, i den västra delen av landet, 120 km sydost om huvudstaden Jakarta.